# Convento da Madre de Deus
O Convento da Madre de Deus, outrora ocupado pelas monjas da Ordem de Santa Clara, fica situado na zona oriental de Lisboa, e aloja actualmente o Museu Nacional do Azulejo.
Mandado construir em 1509 pela Rainha D. Leonor, mulher do rei D. João II, só cerca de 1550 é construída a actual igreja da Madre de Deus, por ordem do rei D. João III, sendo posteriormente decorada já nos reinados de D. Pedro II, D. João V e D. José, entre finais do século XVII e meados do século XVIII.
Neste templo, a talha e os azulejos constituem um dos melhores exemplos do Barroco em Portugal.
Actualmente, no Convento da Madre de Deus está instalado o Museu Nacional do Azulejo, importante guardador de memórias da cultura portuguesa. O Museu abriga no seu espólio uma extensa coleção que conta desde como o azulejo é fabricado, sua história, tendências e outros aspectos importantes que envolvem esse elemento decorativo e simbólico.
Encontram-se nele sepultadas Isabel de Viseu, Leonor de Avis, Rainha de Portugal e D. Joana de Mendonça, 2ª esposa de Jaime I, Duque de Bragança.

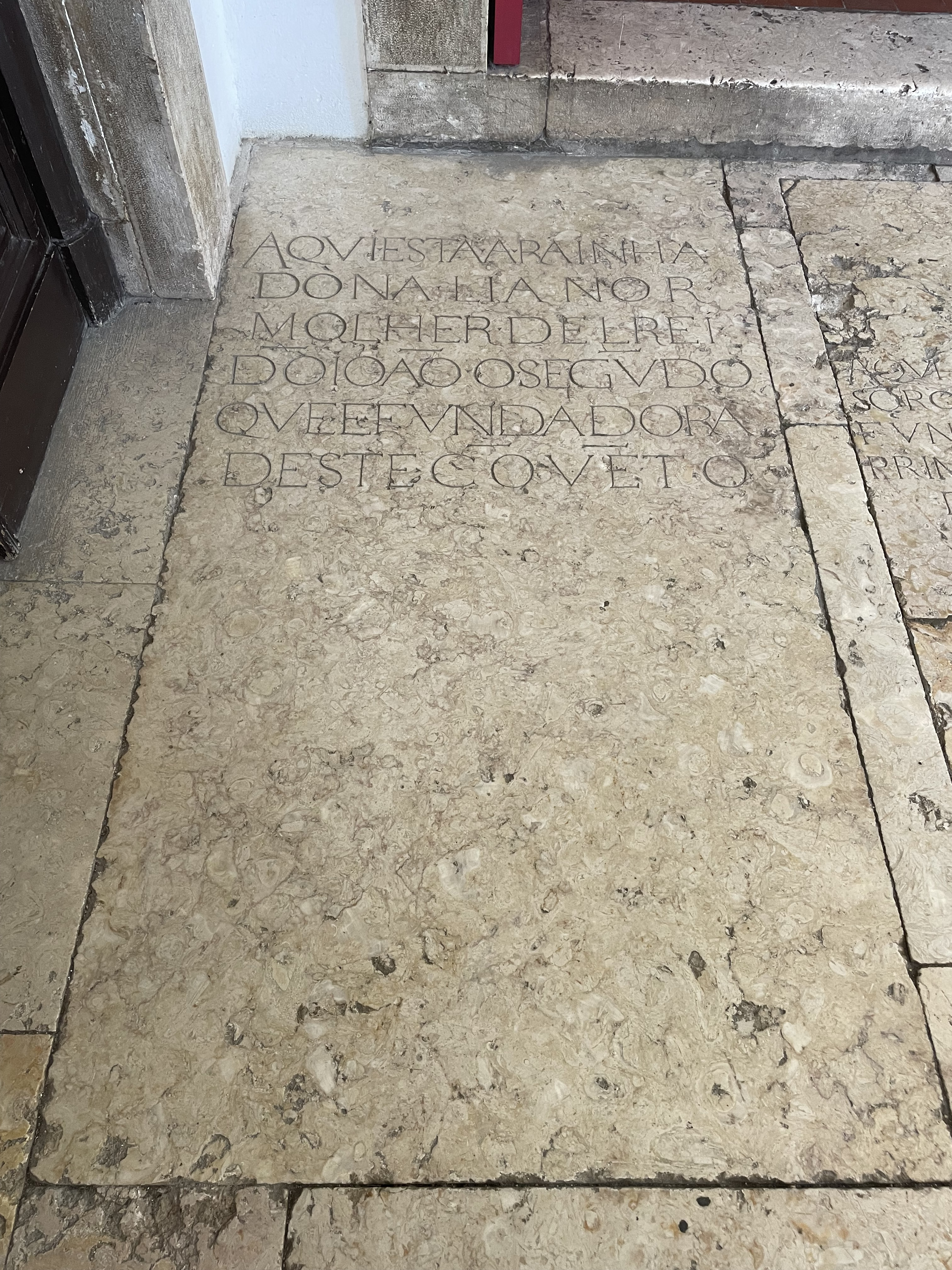
Sepultura da Rainha Dona Leonor no claustro do Convento da Madre de Deus

Integrou, em 1983, a XVII Exposição Europeia de Arte Ciência e Cultura. Ao nome deste convento foi buscar o grupo musical português Madredeus o seu nome.
O Convento da Madre de Deus está classificado como Monumento Nacional desde 1910.